# Prärie-Kornnatter
Die Prärie-Kornnatter (Pantherophis emoryi), auch Präriekornnatter, ist ein ungiftige Schlangenart aus der Gattung der Amerikanischen Kletternattern (Pantherophis).
Mit einer typischen Körperlänge von 120 bis 150 cm zählt sie zu den mittelgroßen Arten. Sie besitzt 197–236 Bauchschuppen und 58–83 Schwanzschuppen. Entlang des Rückens hat die Prärie-Kornnatter 27–73 dunkle Flecken. Auch seitlich hat sie dunkle Flecken auf sonst hellem Untergrund. Die Art ist in ihrem Erscheinungsbild jedoch sehr variabel.
Sie ernährt sich als dämmerungs- und nachtaktiver Lauerjäger von kleinen Säugetieren, Amphibien, Reptilien und Vögeln.
Der zweite Teil des Artnamens, emoryi, wurde zu Ehren von Brigadier General William Hemsley Emory gewählt, welcher Chefvermesser des US-Grenzvermessungs-Teams von 1852 war und Proben für die Smithsonian Institution sammelte.

## Verbreitung
Die Prärie-Kornnatter hat ein großes Verbreitungsgebiet, welches sich über weite Teile der südlichen USA bis hin ins nördliche Mexiko erstreckt. Von den neun Arten der Gattung Pantherophis hat die Prärie-Kornnatter das westlichste Verbreitungsgebiet. Im Süden erreicht die Hauptpopulation San Luis Potosí und verläuft von dort über die Ostküste Mexikos über Texas und Arkansas bis Missouri im Nordosten des Verbreitungsgebiets. Sie erreicht im Norden Nebraska, Kansas und Colorado, von wo aus sich das Verbreitungsgebiet im Westen über New Mexico bis Zacatecas erstreckt. Eine zweite Population befindet sich in Ostutah und Westcolorado.

## Systematik
Die Prärie-Kornnatter wurde 1935 von Taylor in die Gattung Elaphe eingeordnet. In dieser Sammelgattung waren viele äußerlich ähnliche Nattern gruppiert, bis sie auf Basis von genetischen Untersuchungen aufgeteilt wurde. Seither gehört die Prärie-Kornnatter zu Pantherophis. Slowinski's Kornnatter (Pantherophis slowinskii) ist mit der Prärie-Kornnatter am nächsten verwandt.
Es sind aktuell keine Unterarten der Prärie-Kornnatter anerkannt.

## Gefährdung und Schutz
Die IUCN führt die Prärie-Kornnatter in der Roten Liste gefährdeter Arten als Least Concern (nicht gefährdet).